# Creston (Iowa)
Pour les articles homonymes, voir Creston.
La ville américaine de Creston est le siège du comté d’Union, dans l’État de l’Iowa. Elle comptait 7 597 habitants lors du recensement de 2000.

## Personnalité de la ville
- Marcia Wallace (1er novembre 1942 - 25 octobre 2013) : actrice.
- Julee Cruise (1er décembre 1956 - 9 juin 2022) : chanteuse, actrice

## Source
- (en) Cet article est partiellement ou en totalité issu de l’article de Wikipédia en anglais intitulé « Creston, Iowa » (voir la liste des auteurs).